# ستيرني (هانيا)
ستيرني (Στέρναι) هي مدينة في خانيا في اليونان.